# Somogy FC
Somogy FC – węgierski klub piłkarski z siedzibą w mieście Kaposvár działający w latach 1926–1936.

## Historia
W 1926 roku doszło do połączenia amatorskich ekip z Kaposváru, w wyniku którego powstał profesjonalny zespół rywalizujący w węgierskiej pierwszej lidze. Gdy w 1935 roku klub spadł do drugiej ligi podejmowano próby przeniesienia zespołu do Pécs, ale ostatecznie nie został zrealizowany i po sezonie 1935/36 klub rozwiązano.

## Osiągnięcia
- W lidze (6 sezonów na 109): 1928/29-1929/30, 1931/32-1934/35